# Marburger Gesellschaft für Ordnungsfragen der Wirtschaft
Die Marburger Gesellschaft für Ordnungsfragen der Wirtschaft ist ein eingetragener Verein an der Philipps-Universität Marburg. Vorsitzender ist  Gerhard Opitz. Der Verein betreibt Forschung der Ordnungsökonomik.
Gegründet wurde der Verein am 23. Oktober 1993. Er verfolgt den Zweck, die Erforschung von Wirtschafts- und Gesellschaftssystemen und den Dialog zwischen Wissenschaftlern aus verschiedenen Ländern mit unterschiedlichen Wirtschaftssystemen zu fördern.
Hierzu werden Forschungsprojekte und wissenschaftliche Veranstaltungen durchgeführt, zu denen besonders auch ausländische Wissenschaftler eingeladen werden. Der Verein veröffentlicht die Forschungsergebnisse und fertigt Übersetzungen in andere Sprachen an.
Dem Verein gehören neben natürlichen Personen auch korporative Mitglieder an.
In Zusammenarbeit mit der Forschungsstelle zum Vergleich wirtschaftlicher Lenkungssysteme an der Philipps-Universität Marburg gibt die Marburger Gesellschaft für Ordnungsfragen der Wirtschaft die „Arbeitsberichte zum Systemvergleich“ heraus.